# Битва под Любутском
Битва под Любутском — сражение 1402 года близ Любутска, в котором войско Великого княжества Литовского разбило рать Рязанского княжества.
Рязанский князь Олег Иванович противодействовал литовской экспансии на Северо-Восточную Русь, поддерживая оборонявшееся Смоленское княжество, князем которого являлся его зять Юрий Святославич. После поражения литовцев от Золотой Орды в битве на Ворскле в 1399 году он отправил войско на помощь восставшему Смоленску, занятому литовцами, и добился возвращения Юрия Святославича на престол, а затем повоевал литовские волости и вывел оттуда немалый полон. В 1402 году он снарядил войско в поход на подвластный Литве Брянск. Возглавил его сын Олега Родослав. Однако литовцы сумели перехватить рязанцев у Любутска и разбить в битве. Родослав был пленён и провёл несколько лет в плену у Витовта, пока не был выкуплен.
Битва под Любутском и провал брянского похода подорвали силы Рязанского княжества в сопротивлении экспансии Литвы, не поддержанном великим князем всея Руси Василием I. Летом того же года Олег Иванович умер (возможно, под впечатлением поражения и пленения сына), а Смоленск был более чем на столетие завоёван Литвой.